# Classe Duquesne (1925)
A Classe Duquesne foi uma classe de cruzadores pesados operada pela Marinha Nacional Francesa, composta pelo Duquesne e Tourville. Suas construções começaram em 1924 e 1925, foram lançados ao mar em 1925 e 1926 e comissionados na frota francesa em 1929. O projeto da Classe Duquesne foi baseado nos cruzadores rápidos da Classe Duguay-Trouin, com seu armamento e tamanho limitados pelos termos do Tratado Naval de Washington de 1922. Velocidade máxima recebeu a mais alta prioridade em detrimento da proteção, consequentemente os navios receberam uma blindagem mínima com o objetivo de manter os cruzadores dentro dos limites do tratado.
Os cruzadores da Classe Duquesne eram armados com uma bateria principal composta por oito canhões de 203 milímetros montados em quatro torres de artilharia duplas. Tinham um comprimento de fora a fora de 191 metros, uma boca de dezenove metros, um calado de seis metros e um deslocamento carregado de mais de doze mil toneladas. Seus sistemas de propulsão eram compostos por oito caldeiras a óleo combustível que alimentavam quatro conjuntos de turbinas a vapor, que por sua vez giravam quatro hélices até uma velocidade máxima de 34 nós (63 quilômetros por hora). Os navios também eram protegidos por uma blindagem muito fina apenas ao redor das áreas vitais.
Os navios serviram no Mar Mediterrâneo nos tempos de paz. A Segunda Guerra Mundial começou em 1939 e eles foram usados para caçar navios mercantes e corsários do Eixo até queda da França em junho de 1940, permanecendo atracados em Alexandria. Voltaram ao serviço até 1943 e pelo restante do conflito realizaram patrulhas e escoltas no Mediterrâneo e Oceano Atlântico. Depois do fim da guerra foram para a Indochina em duas ocasiões em 1946 e 1947 a fim de controlar agitações locais. Ambos foram parar na reserva logo depois disso. O Duquesne foi descartado em 1955 e desmontado no ano seguinte, já o Tourville foi descartado em 1962 e desmontado um ano depois.